# Бадеево
Бадеево — микрорайон города Чехова Московской области, до 1951 года — села Новое Бадеево, Старое Бадеево, ранее — село, сельцо Бадеево.

## История
Сельцо Бадеево с 1572 года находилось во владении Троице-Сергиевого монастыря, куда оно было передано в качестве вклада прежним владельцем Федором Булгаковым.
За годы польской интервенции в период смутного времени село сильно пострадало. В дозорной книге Троице-Сергиевого монастыря за 1614 год говорится что "там где стояло сельцо Бадеево теперь пустошь". После смутного времени село постепенно восстановилось. По переписным книгам за 1646 год в Бадееве было "17 дворов крестьянских да двор бобыльский с 62 крестьянами".
К XVIII веку фактически села Бадеево, Садки и Зачатьевское слились в одно поселение Лопасня, но числились разными селами так как имели разных владельцев.
Благодаря тому, что через село проходила оживленная Серпуховская дорога (сейчас Старое Симферопольское шоссе), среди крестьян Лопасни процветали торговые и ремесленные промыслы. "Историческое и топографическое описание" 1787 года сообщает что в Бадееве каждую неделю по воскресным дням проходила ярмарка в которую приезжали торговать купцы из Подола (ныне Подольск).
Постепенно с ростом территории села стали выделять Старое и Новое Бадеево.
в 1951 году село Новое Бадеево стало одним из поселений, на основании которого 18 мая 1951 года был сформирован рабочий поселок Лопасня (ныне город Чехов). Помимо него в состав нового 
рабочего поселка вошли селения Садки, часть села Зачатье, посёлок Офицерский, поселок железнодорожной станции Лопасня, поселок регенератного завода, территория котельно-механического завода.
20 августа 1960 года в черту города Чехов были полностью переданы населенные пункты Зачатье и Старое Бадеево .